# Юр'єв Еллі Михайлович
Еллі Михайлович Юр'єв (чув. Элли Михал ывал Юрьев; 25 березня 1936 — 17 січня 2001) — народний художник Чувашії, лауреат Державної премії Чуваської Республіки, почесний громадянин міста Чебоксари, автор герба і прапора Чуваської Республіки, герба столиці Чувашії.